# Алан ле Обурден
Алан ле Обурден (фр. Hallennes-lez-Haubourdin) насеље је и општина у североисточној Француској у региону Север-Па д Кале, у департману Север која припада префектури Лил.
По подацима из 2011. године у општини је живело 4009 становника, а густина насељености је износила 921,61 становника/km². Општина се простире на површини од 4,35 km². Налази се на средњој надморској висини од 18 метара.

## Демографија
| 1962. | 1968. | 1975. | 1982. | 1990. | 1999. | 2006. | 2011. |
| ----- | ----- | ----- | ----- | ----- | ----- | ----- | ----- |
| 1.894 | 2.405 | 3.286 | 3.251 | 3.851 | 3.810 | 4.200 | 4.009 |

График промене броја становника у току последњих година